# ヘンナ
ヘンナ（ヘナ）は、ミソハギ科の植物の名。和名は、指甲花（シコウカ）・ツマクレナイノキ・エジプトイボタノキ。学名は、Lawsonia inermis。主に、マニキュアやヘナタトゥーなどの染料として古代から使用されてきたハーブである。

## 概説
エジプト、インド、北アフリカ、イランなどの乾燥した水はけの良い丘陵に育つ、ミソハギ科の高さ3メートルから6メートルほどの常緑低木。白またはピンク系の花、長さ2センチ幅1センチほどの楕円形の葉をつける。
葉を乾燥させて粉にしたものを水などで溶いたものが、古くから髪・眉・爪・手足などの染色やペイントに使用されている。染料となるのはローソンという赤色（オレンジ色）色素で、そのローソンがタンパク質に絡み付く習性を持っているため、人間の頭髪や皮膚に色が付く。その歴史は、記録に残っている限りでは先史時代にまで遡り、クレオパトラもヘンナで爪などを染め、現代で言うマニキュア代わりとして使用していたという。
ヨーロッパではトリートメント目的でペルシャ産のヘンナが使われており、日本でも近年白髪染めとトリートメント目的でインド産のヘンナが使用されている。一般的にペルシャ産のヘンナの方が質が良いとされている。
染色用途以外にも、
- 豊かな髪を作る（頭皮を健康に保ち髪の毛を保護する）
- フケや頭皮のかゆみを予防する
- 手足などの皮膚の薄い繊細な場所を保護する
- 紫外線を予防する
- 便秘が治る
- 更年期障害やPMSを緩和する

などと口承されているが、そのメカニズムに関しての資料報告は、現在のところほとんどない。

## 用途

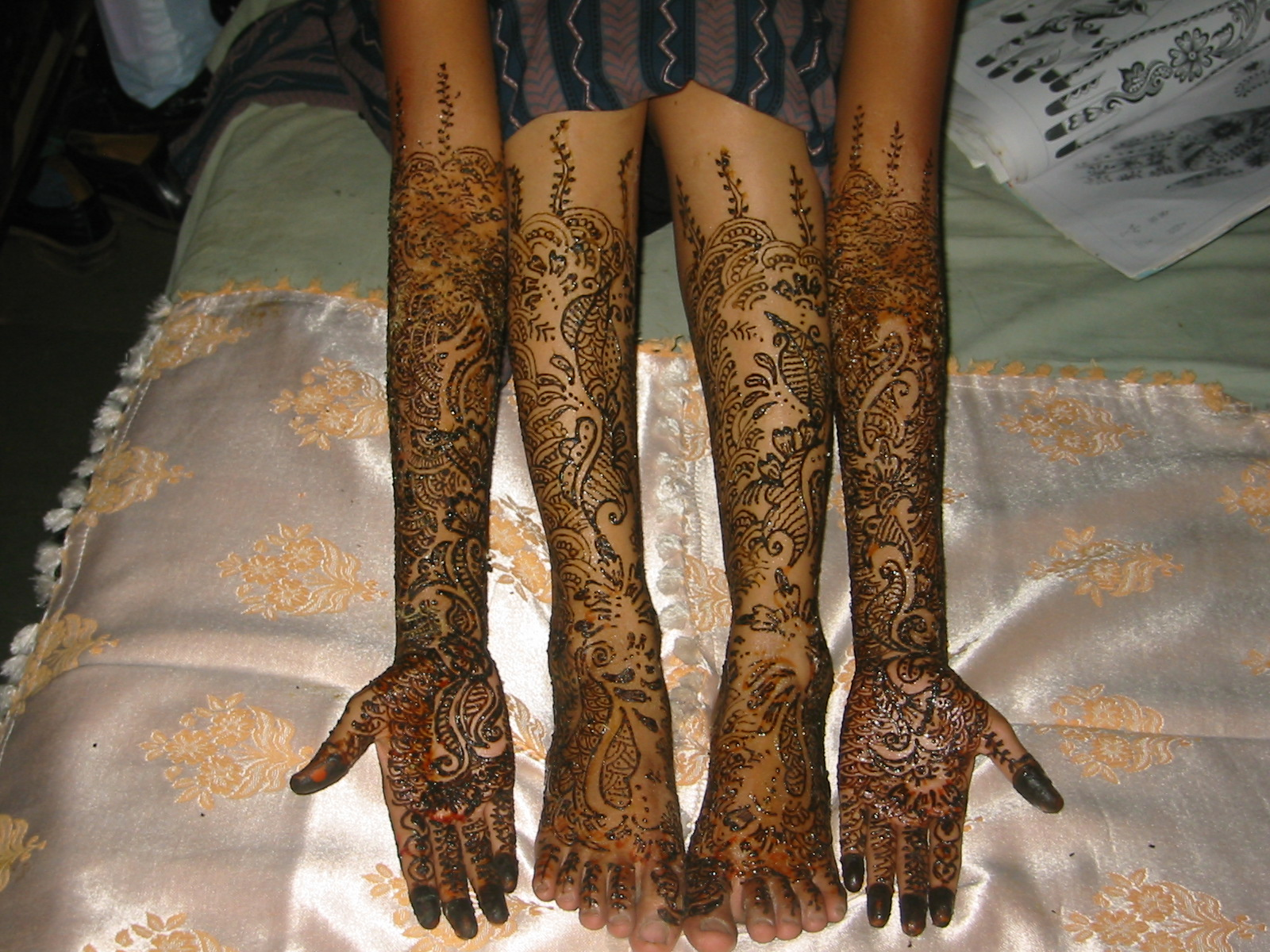
メヘンディ

古くは、アラブ馬のたてがみを染めたり、切り傷・潰瘍・炎症などに使用されたり、マニキュアや眉墨代わりに用いられた。
現在では主に、天然素材の白髪染め・ヘアートリートメントの原料として、またはメヘンディ・ヘンナタトゥー（ヘナタトゥー）・ヘナージュなどと呼ばれるボディーペイントの原料として使用されている。草木染めなどにも使用される。天然の染料として、人体にも使用できるハーブとして注目されている。花は香水の原料にもなる。
2024年、アラブ世界16カ国の「ヘンナに関する儀式、審美と社会的慣習」はユネスコの無形文化遺産に登録された。

### 白髪染めの利用
ヘンナを使用した白髪染めは、表面をコーティングして色をつけるため髪へのダメージが少ないのが特徴。ヘンナの染色成分であるローソンは赤色酵素色素を含むため、赤みがかったブラウンに染髪され、白髪部分はオレンジが強く発色する。長時間塗布しておくことでより深い髪色になるが、染まり上がりは髪の元の色や質感に左右される。
また、色を浸透させるために通常数時間（3時間程度が目安）放置する必要がある。一度に全ての白髪を染めるのが難しい場合には数回に分けて処理する。

## 栽培
ヘナの木は北アフリカ、アジア、オーストラリア北部などの半乾燥帯と熱帯に自生する。35℃から45℃の間で育ったヘナが最も染まりが良いとされる。降雨のある間、ヘナは早く生長し、新枝を出すが、長引く乾燥や涼しい天候においては葉が徐々に黄色になり、落ちてしまう。11℃以下の環境では生長ができず、5℃となると死んでしまう。